# VIU-55 Munja
El vehículo de ingenieros VIU-55 Munja (en serbio: муња, relámpago) producido en Serbia, sobre la base de los diseños conceptuales de la firma VTI, es una conversión de algunos carros de combate T-55M2. Las labores propias de reconversión de los T-55M2 al estándar Munja se llevan a cabo en la planta de mantenimiento del Ejército de Serbia en la localidad de Čačak, y este vehículo se construye como un nuevo tipo de apoyo al cuerpo de ingenieros militares serbios.

## Historia
La idea de convertir a los vetustos carros T-55 no es nueva, ya que varios países han hecho posible el reutilizar su estructura principal y algunos de sus subsistemas en otro tipo de labores, añadiéndole muy pocos componentes nuevos, y así como otros efectos y equipamientos adicionales para crear un nuevo vehículo de un uso muy diferente a su propósito original. La grandiosa capacidad de paso de terrenos escarpados y/o accidentados, así como la innata protección balística del tanque T-55 se retuvieron, y se le reequipó al montarle un sistema de herramientas de ingenieros para su nueva labor. Este es el primer vehículo blindado creado específicamente para el cuerpo de ingenieros militares serbios con un uso y tareas especiales, en el que se dispone de un armamento considerable, junto al más moderno diseño de dicha categoría de vehículos militares.

## Diseño
En su diseño se tuvo en cuenta el mantener la capacidad natural de paso de obstáculos existentes y construidos, tales como bloqueos, fortificaciones y otros; así como el darle al casco la capacidad de reparar carreteras para un transporte seguro para la tropa y los equipos de ingenieros así como otro equipamiento en condiciones normales de combate. Los diseñadores en la VTI tuvieron en cuenta ante todo el aumentar la capacidad de transporte de tropa (2 hombres con carácter permanente; aparte del artillero del lanzagranadas y/o cañón), llevándola a los 8 infantes (entre estos el comandante de zapadores y su tropa asignada); y acomodando una serie de armas para el uso de la tripulación diferentes a las instaladas originalmente en el T-55 (2 ametralladoras M86 y un lanzagranadas o un cañón de calibre 30 mm). El espacio del habitáculo le provee un espacio suficiente para albergar otra clase de equipos de los ingenieros, y para montarle al comandante o al artillero en la cúpula equipos de visión y telémetros asociados a sus labores.

## Construcción y blindaje
El espacio necesario para acommodar al personal de tropa y su equipamiento especial se obtuvo al remover la torreta del carro, y al cortar hacia afuera una parte del techo del plató del casco y al rehacer esta superestructura totalmente. Las consistentes planchas de metal del blindaje y otras láminas de acero se retuvieron, ya que proveían un nivel adecuado de protección para la tripulación a bordo y su equipamiento. Las placas de blindaje son capaces de soportar impactos de calibres de hasta 20 mm, así como de esquirlas y metralla de otra clase de explosivos ya que cuentan con un grosor de 25 mm.. El plató horizontal de la superestructura del techo está compuesto de diferentes materiales seccionados que le proveen las cubiertas necesarias para un caso de evacuación. Al abrirse le posibilitan al comandante y al artillero las compuertas de acceso/escape y evacuación para estos y la sección de los ingenieros, así como le dispone de ciertas perforaciones para los equipos de observación, el sistema de radio y sus respectivas antenas, al periscópio rotativo, la cubierta de acceso del conductor, el tubo para el repostaje y dos puertos para observación y como troneras. Para el desempeño durante las misiones de ingenieros, la pala adaptable del casco está fija en el frente, y está equipada con un motor eléctrico, así como cuenta con bombas y pistones hidráulicos para su accionamiento. El ensamblaje de dicho elemento se hace de manera autónoma y puede ser rápidamente adosada al casco. Para proteger al equipo de contaminantes nucleares y/o químicos un equipo de protección NBQ ha sido incluido, el cual consiste de trajes para dicho fin y un ventilador con filtros antirradiación. Éste se acciona automáticamente en caso de un impacto de ondas nucleares o de detectarse radiaciones lesivas. La protección para el caso de impacto de penetradores de cañón consiste de varios y muy efectivos faldones en los laterales del casco y las orugas.

## Armamento
El poder de fuego del vehículo consta de un cañón de calibre 30 mm (opcional), y un lanzagranadas automático, y una ametralladora de calibre 7.62 mm (del modelo M-84). Al concepto del vehículo se le proveyó de una muy alta capacidad de permitirle a los usuarios futuros de dotarle de diversas estaciones de armas compuestas existentes en el mercado de armas global, así como de misiles antiblindaje guiados, así como de los sistemas de control de tiro optoelectrónicos más sofisticados disponibles.

## Protección
Para un buen nivel de protección, al Munja se le ha dotado de un amplio espectro de defensa en casi todas las frecuencias electromagnéticas (visuales, frente a sistemas IR de cercanía, radar secciones térmicas de dicho espectro). Para "desactivar" a los sistemas de misiles guiados y otros proyectiles similares, se ha equipado al vehículo con lanzagranadas de humo con un panel de control idéntico al que se monta en el carro de combate M-84. Las granadas de humo y sus lanzadores van situados en el arco frontal de las planchas cobertoras de la torreta y de las orugas. En el Munja se integra todo el equipamiento necesario para tareas de ingeniería militar específica en entornos de combate (paso de obstáculos artificiales, construcción de barricadas, construcción y pavimentación de vías y la construcción de forticaciones). Gracias a los sistemas de posicionamiento global actualmente en servicio, el Munja puede ser rastreado en un mapa virtual con el software novedoso que se ha desarrollado en Serbia para tales fines, que permite el uso de avanzadas tecnologías de la informática en la ejecución de los trabajos de ingeniería que se le asignen.

## Equipamiento secundario
En una línea paralela al diseño y mejoramiento del VIU-55 Munja, las unidades de ingenieros militares serán dotadas con equipamiento de combate especializado para las tropas de zapadores y de constructores los cuales se sitúan en lo mejor en cuanto a su categoría. Para prevenir las explosiones y los incendios resultantes de esta clase de eventos, como el de la penetración por impacto de un proyectil a la protección balística, un sistema de prevención de incendios en los depósitos de combustible y de extintores ha sido instalado para tal fin. Su funcionamiento es totalmente autónomo, y está provisto de dispositivos de visión Ultravioleta y de sensores Infrarrojos con capacidad de detección y de calibradores de activación con márgenes de tolerancia de hasta milésimas de segundos. La movilidad del Munja es del nivel del T-55, pero este ha sufrido de mejoras muy notorias dados los avances en nuevos kits de motorización y de transmisiones usados en su reinvención, en particular con la inclusión del paquete de motorización MPG-780; de clase modular, que le otorga unos 580 kW (780 HP) de fuerza motriz, y a su vez le permite el ser reemplazado en condiciones de combate real con un tiempo de recambio reducido. El vehículo de usos generales Munja puede ser usado en las misiones de mantenimiento y supervisión de los cascos azules así como en misiones humanitarias. El modelo existente representa la línea base para el desarrollo de una familia de vehículos de combate sobre orugas; en particular de transportes de personal blindados que posean considerablemente altos niveles de protección balística frente a esquirlas y otras municiones comparados con los vehículos similares y/o blindados convencionales actualmente en servicio.

### Desarrollos relacionados
- T-55
- Achzarit
- / BTR-T

### Artículos similares
- WZT-1
- WZT-2
- WZT-3
- WZT-4